# OP-Führerschein
Der OP-Führerschein ist ein von der Deutschen Gesellschaft für Chirurgie empfohlener Befähigungsnachweis über das Verhalten im Operationssaal für Personen, die sich als nicht medizinisches Fachpersonal im OP aus beruflichen Gründen aufhalten. Hierzu zählen vor allem Studenten, sowie Mitarbeiter von Unternehmen, insbesondere aus den Bereichen Vertrieb, Service, Forschung und Entwicklung.
Der OP-Führerschein bescheinigt ein Grundlagenwissen und praktische Fähigkeiten zum sicheren und hygienischen Auftreten in der komplexen Arbeitswelt OP. Er ist ein Baustein zur Verbesserung der Patientensicherheit und Prozessoptimierung im Krankenhaus. Für einige Medizinproduktehersteller ist der OP-Führerschein ein elementarer Baustein bei ihrer Mitarbeiterqualifizierung geworden.